# Aproximante uvular
O aproximante uvular é um tipo de fone consonantal empregado em alguns idiomas. O símbolo no Alfabeto Fonético Internacional que representa este fonema é o [ʁ̞], e seu equivalente X-SAMPA é R_o.  O símbolo [ʁ̞] é a letra R maiúscula virada de cima pra baixo, com um diacrítico. Pelo fato de 
o Alfabeto Fonético Internacional permitir o símbolo ʁ ser usado tanto para representar o fonema aproximante quanto o fricativo, os fonemas podem ser esclarecidos usando um diacrítico apontando para baixo pra representar o aproximante [ʁ̞] e o apontando pra cima pra representar o fricativo [ʁ̝].

## Características
- Seu modo de articulação é aproximante, que significa que é produzido ao deixar um articulador próximo ao outro não ao ponto de construir uma consoante fricativa.
- Seu ponto de articulação é uvular, que significa que é articulado com o dorso da língua contra a úvula.
- O tipo de fonação é sonora, que significa que as cordas vocais vibram durante a articulação.
- É uma consoante oral, que significa que permite que o ar escape pela boca.
- É uma consoante central, que significa que é produzido permitindo a passagem da corrente de ar fluir ao meio da língua ao invés das laterais.
- O mecanismo de ar é egressivo, que significa que é articulado empurrando o ar para fora dos pulmões através do aparelho vocal.

## Ocorrências
| Língua      | Língua             | Palavra | AFI     | Significado | Notas                                                                              |
| ----------- | ------------------ | ------- | ------- | ----------- | ---------------------------------------------------------------------------------- |
| Dinamarquês | Dinamarquês        | rød     | [ʁ̞ɶð]   | 'vermelho'  | Também pode ser ʕ.                                                                 |
| Francês     | Francês            | rester  | [ʁ̞ɛste] | 'ficar'     | Também pode ser [[Fricativa uvular sonora\|{{AFI\|[ʁ̝]}svx}]], [ʀ], [χ], [r] e [ɾ]. |
| Hebraico    | Israelense Moderno | רע      | [ʁ̞a]    | 'mau'       | Também pode ser [ʀ].                                                               |